# Félix Manuel Pérez Miyares
Félix Manuel Pérez Miyares   (Nerva, 4 de setembre de 1936 - Sevilla, 24 de novembre de 2024) va ser un polític, advocat i professor universitari espanyol que fou Ministre de Treball entre 1980 i 1981.

## Biografia
Va estudiar dret a la Universitat de Sevilla, on s'especialitzà en dret del treball i dret sindical. Posteriorment amplià els seus estudis en sociologia, dret cooperatiu i criminologia, esdevenint així mateix advocat sindical l'any 1965. Interessat en la docència fou professor d'aquesta matèria a la Universitat de La Laguna.
Membre de la Unió de Centre Democràtic (UCD) i president d'aquest partit a Andalusia, en les eleccions generals de 1977 fou escollit diputat al Congrés per la província de Huelva, essent reelegit en les eleccions de 1979. Al setembre de 1980 fou nomenat Ministre de Treball en l'últim govern presidit per Adolfo Suárez. A l'ascens de Leopoldo Calvo-Sotelo a la presidència del Govern, el febrer de 1981, fou destituït del seu càrrec. En l'etapa preautonòmica de la Junta d'Andalusia fou Conseller d'Agricultura i Pesca.
Després de la dissolució de la UCD s'integrà al Centre Democràtic i Social (CDS), amb el qual fou novament elegit diputat en les eleccions generals de 1986, en aquesta ocasió per la província de Jaén. Allunyat de la política activa, l'any 1998 fou nomenat pel Govern d'Espanya coordinador general de les tasques de recuperació del riu Guadiamar, afluent del Guadalquivir, després del vessament tòxic sofert en l'anomenat Desastre d'Aznalcóllar.